# Surfin’ U.S.A. (альбом)
Surfin’ U.S.A. — второй альбом американской рок-группы The Beach Boys. Пластинка вышла в марте 1963 года на Capitol Records и заняла 2-е место в американском хит-параде.

## Обзор
Заглавная песня альбома стала первым крупным хитом The Beach Boys: сингл «Surfin’ U.S.A.» занял 3-е место в американском хит-параде. Однако этот успех группа позже была вынуждена поделить с автором мелодии — Чаком Берри, — чью песню «Sweet Little Sixteen» 1958 года группа целиком заимствовала (изменён лишь текст). Обратная сторона сингла, также включённая в альбом — «Shut Down» — тоже стала популярной, заняв 23-е место. Позже она будет включена в альбом «Little Deuce Coupe», изданный в том же 1963 году. Более того, группа напишет продолжение песни под названием «Shut Down, part 2» в 1964 году.
В альбом включена кавер-версия сёрф-хита Дика Дейла «Misirlou» 1962 года (в основе своей это — греческая песня 1920-х гг.). Это одна из пяти инструментальных композиций альбома, среди которых также была «Surf Jam» — первое сочинение 16-летнего Карла Уилсона.

## Обложка
На обложку помещена фотография Джона Северсона, сделанная им в январе 1960 года на гавайском острове Оаху. На ней изображён калифорнийский сёрфер Лесли Уильямс.

## Список композиций
| №  | Название            | Автор(ы)                        | Вокал                       | Длительность |
| -- | ------------------- | ------------------------------- | --------------------------- | ------------ |
| 1. | «Surfin’ U.S.A.»    | Чак Берри / Брайан Уилсон       | Майк Лав                    | 2:27         |
| 2. | «Farmer’s Daughter» | Б. Уилсон / М. Лав              | Б. Уилсон                   | 1:49         |
| 3. | «Misirlou»          | Рубанис / Уайз / Лидс / Расселл | инструментальная композиция | 2:03         |
| 4. | «Stoked»            | Б. Уилсон                       | инструментальная композиция | 1:59         |
| 5. | «Lonely Sea»        | Б. Уилсон / Гэри Ашер           | Б. Уилсон                   | 2:21         |
| 6. | «Shut Down»         | Б. Уилсон / Роджер Кристиан     | М. Лав                      | 1:49         |

| №  | Название            | Автор(ы)                                  | Вокал                       | Длительность |
| -- | ------------------- | ----------------------------------------- | --------------------------- | ------------ |
| 1. | «Noble Surfer»      | Б. Уилсон / М. Лав                        | М. Лав                      | 1:51         |
| 2. | «Honky Tonk»        | Доггетт / Скотт / Батлер / Шепер / Гловер | инструментальная композиция | 2:01         |
| 3. | «Lana»              | Б. Уилсон                                 | Б. Уилсон                   | 1:39         |
| 4. | «Surf Jam»          | Карл Уилсон                               | инструментальная композиция | 2:10         |
| 5. | «Let’s Go Trippin’» | Дик Дейл                                  | инструментальная композиция | 1:57         |
| 6. | «Finders Keepers»   | Б. Уилсон / М. Лав                        | М. Лав                      | 1:38         |

В 1990 году альбом был переиздан на одном компакт-диске вместе с первым альбомом Surfin’ Safari и включал три дополнительные песни:
«Cindy, Oh Cindy», «The Baker Man» и «Land Ahoy».

## Участники записи
- Брайан Уилсон — бас-гитара, фортепиано, вокал
- Майк Лав — вокал, саксофон
- Карл Уилсон — соло-гитара, вокал
- Дэвид Маркс — ритм-гитара, вокал
- Деннис Уилсон — барабаны, вокал

## Альбомные синглы
- «Surfin’ USA» / «Shut Down» (март 1963; № 3)